# Ramaráma
Ramaráma (Rama-rama), južnoamerička indijanska etnolingvistička porodica iz brazilske države Rondônia koja obuhvaća istoimene Indijance Ramaráma ili Itangá, Urumí, Urukú, Arara-Gavião ili Arara do Rio Machado i Itogapúk (Ntogapíd, Ntogaapig, Itogapúque). 
Porodica Ramaráma čini dio Velike porodice Tupian.